# Hof Akkerboom

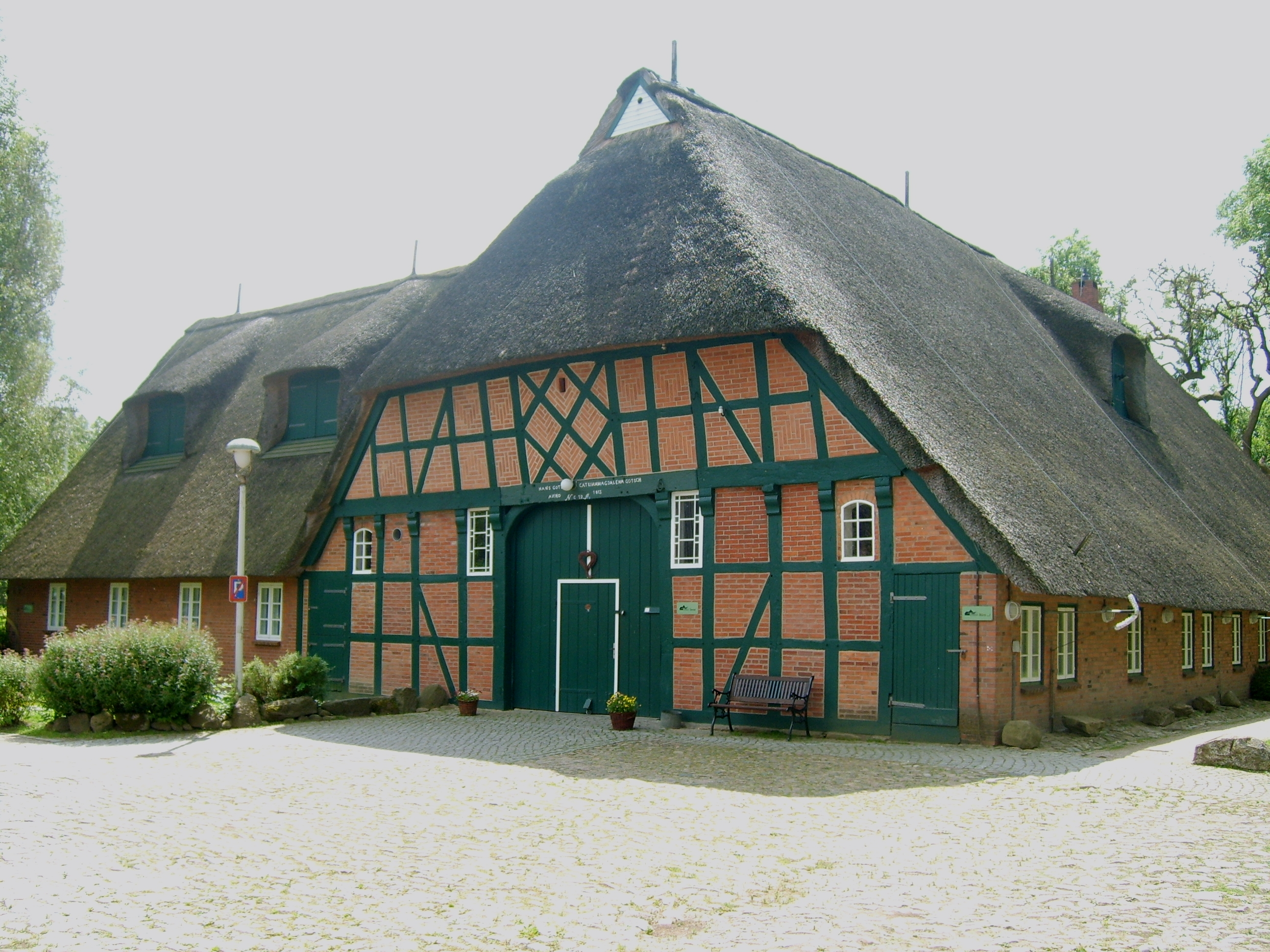
Hof Akkerboom

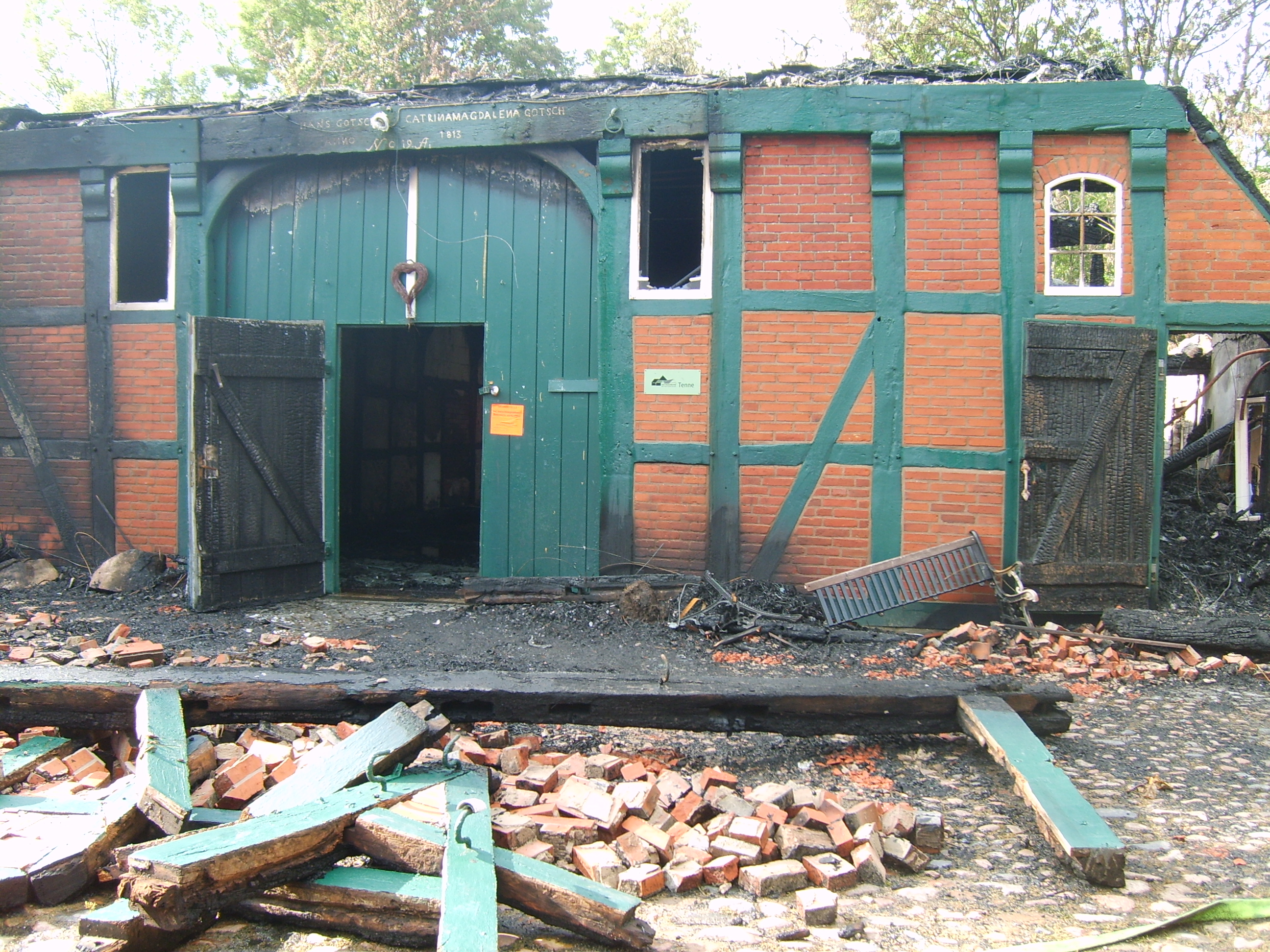
Nach dem Brand (August 2015)

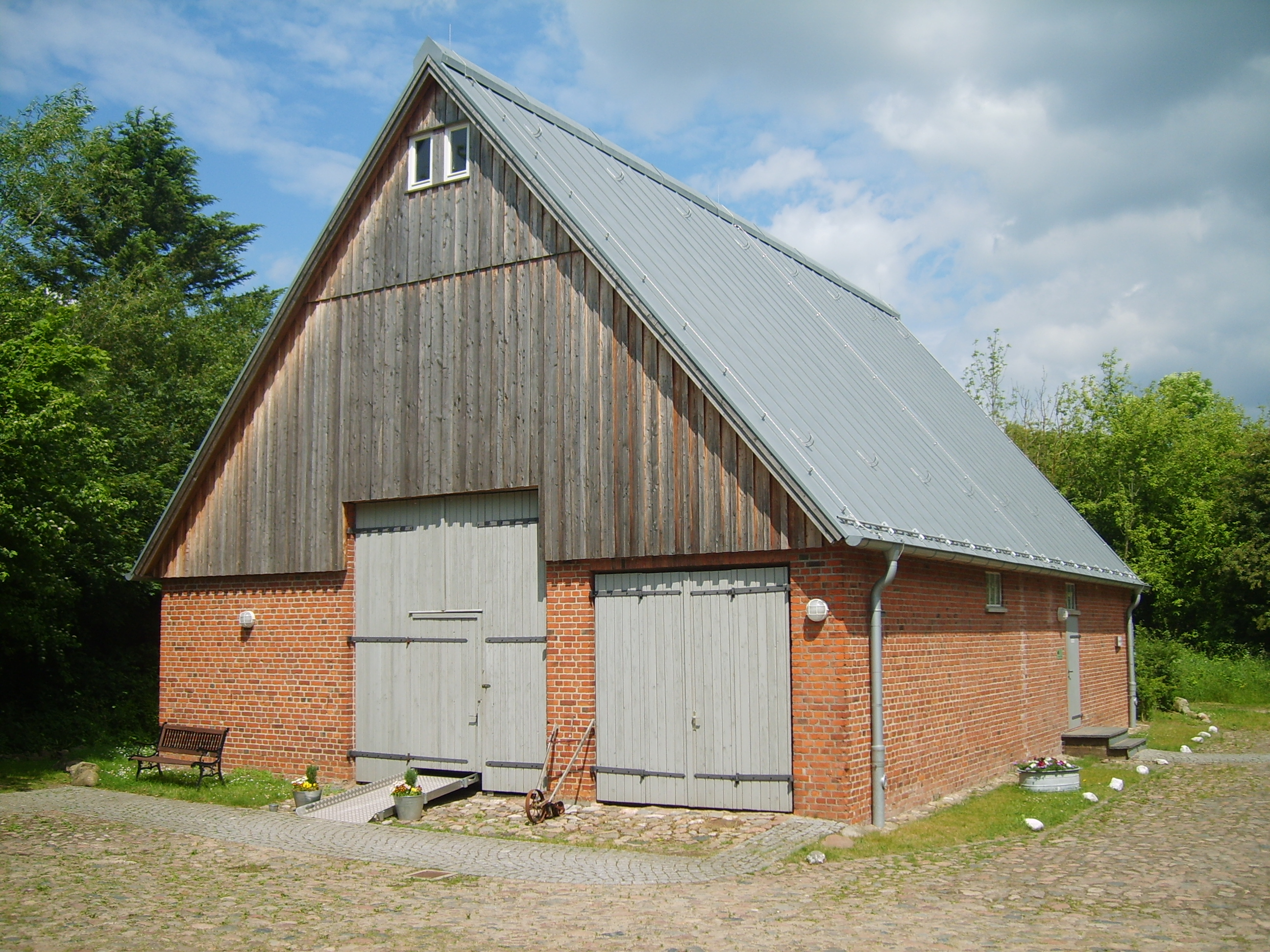
Kulturscheune mit Zinkdach

Der Hof Akkerboom ist ein 1797/98 erbauter, denkmalgeschützter, ehemals landwirtschaftlich genutzter Gebäudekomplex im Kieler Stadtteil Mettenhof. Als der Hof 1981 nach Auslaufen des Pachtvertrages der letzten Nutzer abgerissen werden sollte, gründete sich eine Bürgerinitiative, aus der 1982 der gemeinnützige Verein Hof Akkerboom e. V. entstand, der den Hof restaurierte und daraus ein Stadtteil-Kulturzentrum machte. In den Gebäuden finden Theateraufführungen sowie Musik- und Tanzveranstaltungen statt. Außerdem können die Räume für private Veranstaltungen gemietet werden.
Das reetgedeckte Hauptgebäude, die beiden Scheunen sowie der gepflasterte Hofplatz stehen auf der Liste der Kulturdenkmale in Kiel-Mettenhof.
Die Kulturscheune des Hofs wurde 2002 und 2007 jeweils durch Brandstiftung zerstört und anschließend wieder aufgebaut. Dabei wurde nach dem zweiten Brand das ursprüngliche Reetdach durch ein Zinkdach ersetzt.
In der Nacht zum 10. August 2015 brannte das Hauptgebäude wegen eines technischen Defekts bis auf die Grundmauern nieder. Nach dem einstimmigen Beschluss der Kieler Ratsversammlung sollte das Haus, im Wesentlichen mit der historischen Außenansicht, wieder aufgebaut werden. Mit dem Wiederaufbau wurde im Februar 2017 begonnen. Am 21. März 2018 wurde das Haupthaus offiziell wiedereröffnet. Seitdem läuft wieder ein breit gefächertes Veranstaltungsangebot, das fast ausschließlich von ehrenamtlicher Arbeit getragen wird.